# Matruh ibn Sulayman ibn Yaqdhan al-Arabí
Matruh ibn Sulayman ibn Yaqdhan al-Arabí —àrab: مطروح بن سليمان بن يقظان الكلبي القضاعي الأعرابي, Matrūḥ ibn Sulaymān ibn Yaqẓān al-ʿArābī— (m. 791 o 792) fou valí de Barcelona (778-792) i de Saragossa (790-791).
Matruh, juntament amb el seu pare Sulayman al-Arabí, valí de Barcelona, es va unir a l'exèrcit de l'emperador Carlemany que es dirigia cap a Saragossa el 778. Com que Saragossa no es va sotmetre, l'emperador va agafar com a ostatges alguns dels aliats que l'havien informat malament, entre ells Sulayman al-Arabí. Matruh i el seu germà Aissó es van aliar amb els vascons i a Roncesvalls derrotaren l'exèrcit franc (778) i alliberaren el seu pare. Sembla que Sulayman va romandre a Saragossa (el seu valí, Hussayn al-Ansarí, estava aliat amb Sulayman) i va enviar a Matruh a governar Barcelona (que incloïa Girona).
El 780, a la mort del seu pare, assassinat a Saragossa, Matruh va passar a ser valí titular de Barcelona i Girona. El 781 l'emir de Còrdova Abd-ar-Rahman I va sotmetre Saragossa i va assolar la Cerdanya. Probablement abans d'això Matruh ja s'havia sotmès a l'emir i, com havia passat amb Hussayn a Saragossa, se'l va reconèixer com a valí de Barcelona.
Se sap que després del 785, quan va perdre Girona, que va passar a mans carolíngies els dos servidors del seu germà Aissó, Amrús —més tard el famós general Amrús ibn Yússuf— i Xabrit van passar al seu servei. Poc després Matruh es va revoltar altra vegada contra l'emir de Còrdova i va apoderar-se d'Osca i Saragossa cap al 789.
El 791 o 792 va ésser assassinat pels seus servidors Amrús i Xabrit. El seu successor fou Sadun, que va ser aliat dels francs.